# 이다바시역
이다바시역(일본어: 飯田橋駅、いいだばしえき)
(영어: Iidabashi Station)은 일본 도쿄도 지요다구, 신주쿠구, 분쿄구에 걸쳐져 있는 철도역이다.
JR 동일본 주오 본선(주오·소부 완행선), 도쿄 지하철 도자이 선 철도역은 지요다 구에, 유라쿠초 선 및 난보쿠 선 철도역은 신주쿠 구에, 도쿄 도 교통국 지하철 오에도 선 철도역은 분쿄 구에 있다.
지하철 역 번호는 T-06(도자이선), Y-13(유라쿠초선), N-10(난보쿠선), E-06(오에도선)이다.

## 타는 곳

### JR 동일본
| 1 | ■ 주오·소부 완행선 (각역정차) | 오차노미즈・긴시초・쓰다누마・지바・도쿄（이른아침・심야만 해당）방면 |
| 2 | ■ 주오·소부 완행선 (각역정차) | 신주쿠・나카노・미타카・다카오（이른아침・심야만 해당） 방면          |

### 도쿄 지하철
| 1 | 도자이 선   | 오테마치・우라야스・니시후나바시・도요 가쓰타다이・츠다누마방면   |
| 2 | 도자이 선   | 다카다노바바・나카노・미타카 방면                                 |
| 3 | 유라쿠초 선 | 나가타초 역・신키바역 방면                                        |
| 4 | 유라쿠초 선 | 이케부쿠로・와코 시・가와고에 시・신린코엔・도코로자와・한노 방면 |
| 5 | 난보쿠 선   | 고마고메・오지・아카바네이와부치・우라와미소노 방면               |
| 6 | 난보쿠 선   | 나가타초・시로카네타카나와・메구로・무사시코스기 신요코하마 방면  |

### 도쿄 도 교통국
| 1 | 도영 오에도 선 | 도초마에 방면(네리마, 히카리가오카 방면 롯폰기 방면은 도초마에에서 환승) |
| 2 | 도영 오에도 선 | 료고쿠・다이몬 방면                                                      |

## 이용 현황
- JR 동일본: 2008년도의 1일 평균 승차 인원 90, 405명.
- 도쿄 지하철: 2008년도의 1일 평균 승차 인원 168, 553명. (전년도의 1.2% 증가)
- 도쿄 도 교통국: 2008년도의 1일 평균 승차 인원 26, 855명. (승차 인원 13, 439명, 하차 인원 13, 416명.)

## 역세권 정보
- 고쿄
  - 이다바시
- 간다 천
- 수도 고속 5호 이케부쿠로 선
- 가쿠라자카
- 도쿄 치과대학
- 도쿄 이과대학
- 호세이 대학
- 도쿄 관광 전문 학교
- 도쿄 후생 연금 병원
- 도쿄 체신 병원
- 도쿄 대신궁
- 도쿄 농업대학
- 아키타 쇼텐
- 다케쇼보
- 재일본조선인총련합회 중앙본부
- 구마가이 본사

## 역사
- 1928년 11월 15일 - 일본 국유 철도의 이이다바시역이 개업
- 1964년 12월 23일 - 제도고속도교통영단 도자이 선 역이 개업.
- 1974년 10월 30일 - 제도고속도교통영단 유라쿠초 선 역이 개업.
- 1987년 4월 1일 - 일본 국유 철도 분할 민영화 하면서 중앙선의 관할 업무가동일본 여객철도로 옯겼다.
- 2000년 12월 12일 - 도쿄 도 교통국 도영 오에도 선

역이 개업.

## 인접역
| 동일본 여객철도 주오 본선              | 동일본 여객철도 주오 본선 | 동일본 여객철도 주오 본선          |
| -------------------------------------- | ------------------------- | ---------------------------------- |
| JB 17 스이도바시 지바 방면             | 주오 · 소부 선 각역정차   | JB 15 이치가야 미타카 방면         |
| 도쿄 메트로 5호선 도자이 선            |                           |                                    |
| T05 가구라자카 나카노 방면             | 도자이 선                 | T07 구단시타 니시후나바시 방면     |
| 도쿄 메트로 8호선 유라쿠초 선          |                           |                                    |
| Y12 에도가와바시 와코 시 방면          | 유라쿠초 선               | Y14 이치가야 신키바 방면           |
| 도쿄 메트로 7호선 난보쿠 선            |                           |                                    |
| N09 이치가야 메구로 방면               | 난보쿠 선                 | N11 고라쿠엔 아카바네이와부치 방면 |
| 도쿄 도 교통국 지하철 12호선 오에도 선 |                           |                                    |
| E05 우시고메카구라자카 도초마에 방면   | 오에도 선                 | E07 가스가 히카리가오카 방면       |